# Samia canningi
Samia canningi (auch unter der Schreibweise Samia canningii) ist ein Nachtfalter aus der Familie der Pfauenspinner.

## Merkmale
Die Falter erreichen eine Flügelspannweite von 136 bis 144 Millimeter. Der Körper und die Flügel haben eine gelblich braune Grundfärbung. Hinter dem Kopf und dem Metathorax ist ein weißer Querstreifen. An der Seite und bauchseitig hat der Falter ab dem dritten Segment jeweils zwei weiße Längsstreifen bis zum Hinterende.
Auf dem Flügel ist ein weißer Streifen, der vom Körper bis zur zweiten Flügelvene reicht und dann zum oberen Flügelrand ablenkt. Neben dem Streifen ist ein halbmondförmiges Muster, das innen bräunlich-grau und außen gelb ist. Außerhalb des Halbmondes verläuft eine Bande, die vom weißen Farbton hin zu pink übergeht. Dahinter befindet sich ein schwarzer Augenfleck mit weißen Bereichen und an den Rändern geht der Flügel von weiß zu grau über. Die Hinterflügel sehen ähnlich aus.
Frisch gelegte Eier sind hellgelb, werden weißlich und wechseln die Färbung kurz vor dem Schlupf der Raupen ins Bläuliche. Beim ersten Raupenstadium ist der Körper schwärzlich gelb. Auf den Segmenten befinden sich jeweils zwei seitliche und ein rückenseitiges Paar dunkler Ausstülpungen, an denen jeweils vier Borsten sitzen. Beim zweiten Raupenstadium ist der Körper gelb, der Kopf und die Ausstülpungen sind schwarz. In den nächsten Stadien werden die dunklen Bereiche immer heller bis zur letzten Färbung im fünften Larvenstadium. Hier treten unter den Raupen drei Farbvariationen auf, eine bläulich-weiße, eine gelbe oder eine bläulich-grüne Variante. Ausgewachsene Raupen haben eine Körperlänge von bis zu 65 Millimeter und eine Breite von 9 bis 10 Millimetern.
Der Seidenkokon hat eine Länge von 27 bis 33 Millimetern und eine Breite von 12 bis 14 Millimetern. Frisch gesponnen hat er eine hellgelbe Färbung, die später in einen Braunton wechselt.

## Verbreitung
Samia canningi ist östlich des Himalayas verbreitet, so findet man die Art in China, im östlichsten Bundesstaat Indiens Arunachal Pradesh und in weiteren Gebieten Südostasiens.

## Biologie
Die Raupen fressen in der Natur am Götterbaum sowie anderen Arten derselben Pflanzengattung. Die adulten Falter nehmen keine Nahrung aber Wasser auf und leben nur ein bis zwei Wochen.

## Domestizierung
Die Art wurde über Jahrhunderte oder möglicherweise Jahrtausende für die Seidenproduktion gehalten und domestiziert. Die domestizierte Variante ist die etwas kleinere Art Samia ricini.